# 增城区
增城区，是中国广东省广州市市辖区。增城建县于东汉建安六年（201年），因南海郡原辖六县，新设一县，增多一城，故名“增城”；增城于1993年12月8日撤县设市，于2014年2月12日经中国国务院批准，并入广州市成为市辖区。
增城位于珠江三角洲东北部、广州市东部，辖境南与东莞市隔北东江相望，东与博罗县、龙门县毗邻，西北与从化区接壤，西南与广州市黄埔区相连，區人民政府駐荔湖街道惠民路1號。

## 历史
最少在四千年前，境內今日金蘭寺所在地曾發現新石器時代居民點。據《禹貢》記載，上古時全國分為九州，增城地區屬揚州。春秋時，增城屬百越地。戰國時，增城境內稱揚越地。秦始皇33年（前214）設南海郡，增城屬南海郡番禺縣。东汉建安6年设县，隶属于南海郡，距今1800年。
據明清兩代《增城縣志》載：“後漢建安六年（公元201年），析番禺地置增城縣”。自乾隆起，多部縣志按語均說：“《後漢書·郡國志》曰：『明帝置郡一，章帝置郡國二，和帝置三，安帝又命屬國比領郡者六，又所省縣漸復分置。至於孝順，凡郡國百五，縣邑道侯國千一百八十』，並不言建安立縣之事。《宋書·州郡志》亦只言：『增城令，前漢無，後漢有』。與《文獻通考》同。舊志俱言縣始於建安六年，不知何據？俟再考。”
本屆修志對此問題進行考證，根據“前漢無，後漢有”，《後漢書·郡國志》戶口斷限於永和五年（公元140年），當時南海郡轄七縣已有增城縣在內，參與研討的歷史、地理學專家認為：增城建縣最遲為後漢永和五年。
晉及南朝宋、齊時，增城屬廣州南海郡。宋元嘉中析增城綏福河流域及以西地區置綏寧縣，梁代又復併入增城縣。
梁、陳兩朝移東官郡治於增城。
隋開皇九年（公元589年）撤郡改州，增城屬廣州。仁壽元年（公元601年）廣州改名番州，增城屬番州。大業三年（公元607年）改番州為南海郡，隸揚州。增城屬南海郡。
唐武德四年（公元621年）改郡為州，增城屬廣州。天寶元年（公元742年）廣州復改為南海郡，增城屬南海郡。乾元元年（公元758年）南海郡復改為廣州，增城屬廣州。
南漢時，廣州改稱興王府，增城屬之。
北宋開寶四年（公元971年）平南漢，恢復廣州，增城屬廣州。開寶五年東莞縣併入增城縣，次年恢復東莞縣建制（見《宋史·地理志》、《元豐九域志》、《輿地廣記》）。
南宋祥興元年（公元1278年）廣州改稱翔龍府，增城屬之。
元至元十五年（公元1278年）增城屬廣州路。
明洪武元年（公元1368年）廣州路改為廣州府，增城屬廣州府。
清代增城仍屬廣州府。
民國元年（公元1912年）裁府，增城屬粵海道，後直屬廣東省。
1949年中華人民共和國成立，增城屬東江專區，1954年劃入粵中區，1956年改屬惠陽專區，1958年與龍門縣合併，仍稱增城縣，先後屬廣州市、佛山專區，1961年又與龍門分開，屬惠陽專區（後改稱惠陽地區），1975年劃歸廣州市管轄，1993年12月8日，經國務院批准，撤銷增城縣，設立增城市，由廣州市代管。
2004年2月19日，增城市調整行政區劃，将原来的16个镇和街道改为6镇3街道：撤销荔城镇、朱村镇，设立荔城、增江、朱村3个街道；撤销镇龙、福和2镇，将其行政区域并入中新镇；撤销三江镇、沙庄街道，将其行政区域并入石滩镇；撤销永和、仙村、沙埔、宁西4镇，将其行政区域并入新塘镇。
2005年4月，增城市调整行政区划，中新镇鎮龍片及其中14个行政村（原镇龙镇）和新塘镇内贤江、禾丰、新庄、永岗4个行政村（原永和镇部份境地）劃入萝岗区（今黃埔區）。
2014年2月12日，經國務院批准，撤銷原「增城市」，併入廣州市成為市轄區。
2015年5月29日，增城區正式掛牌成立。

### 增城區沿革
東漢至五代十國：增城縣城在今荔城镇東北五十里，但確址不明。
兩宋時期：在今茘城鎮東北十里九岡村。
元代，增城縣城和今天增城區政府在同一位置。

## 名稱由來

### 神話說
《元和郡縣志》載：“增城縣……按崑崙山上有閬風增城，蓋取美名也”。
明嘉靖《增城縣志》載：“或以楚問增城九重，故名”。 （按：“楚問”即《楚辭·天問》，內載：“增城九重，其高幾里？……”）又《淮南子》：“崑崙山有增城九重，高萬一千里，上有不死樹在其西”。
《後漢書·張衡傳·思玄賦》：“登閬風之曾城兮，構不死而為床”。
“增城”一詞，起源於神話。
自戰國至後漢，此神話仍然流行。
屈原《離騷》：“朝吾將濟於白水兮，登閬風𫄬而焉”。說明白水與閬風增城等神話有密切關係。
增城白水山（今白水寨風景區）在《太平寰宇記》、《明一統志》、《讀史方輿紀要》、《清嘉慶一統志》、《廣東新語》等書中，均有突出記載。增城得名，也許與白水山有關。

### 增江說
《太平寰宇記》載：“增城縣……因增江為名”，又在南海縣下記：“增水今名增江，源出增城縣東北”。可見增江原名增水，“因增江為名”是宋代才有的說法。

### 加城說
宣統《增城縣志》載：“永樂志雲：南海郡，前統縣六，今增為七，故名增城”。唯清嘉慶《廣東通志》未收此說。

## 地理
增城地处珠江三角洲，广州市东部，与东莞、惠州博罗、龙门接壤。

## 经济
2008年GDP510.27亿元，全国百强县（市）综合竞争力评比中居19位，广东省县（县级市）第一位。按户籍人口计算，人均生产总值62054元，折9080美元。2008年全市实现财政总收入102.49亿元，一般预算收入26.75亿元。全年实现工业总产值1104.42亿元，完成农业总产值63.91亿元。全市完成全社会固定资产投资107.72亿元；全年社会消费品零售额114.52亿元；全年商品销售总额149.65亿元；全年海关进出口总值26.42亿美元，其中，海关出口总值18.16亿美元；2008年末，全市金融机构本外币存款余额491.92亿元，人民币存款余额487.65亿元。
增城经济以新塘镇的牛仔服装以及区内的汽车工业为支柱，广汽本田二厂也设在增城。
增城为广东省综合实力最强的县（市），也是中国经济发达的县市之一，综合竞争力2010年位居全国百强县（市）第9位。2010年，增城市GDP总量681.60亿元（折合100.69亿美元），人均GDP为68,068元（折合10,055美元），GDP总量与人均GDP均居广东省各县（市）第1位。2021年，全区GDP总量1266.66亿元（折合185.177亿美元），人均GDP为120,634元（折合17636美元）。

## 行政区划
2004年以前，增城轄15個鎮：荔城鎮、新塘鎮、永和鎮、仙村鎮、沙埔鎮、寧西鎮、石灘鎮、三江鎮、派潭鎮、正果鎮、小樓鎮、福和鎮、朱村鎮、中新鎮及鎮龍鎮。
2004年，增城市調整行政區劃，下辖3个街道和6个镇：
- 3街道：荔城街道、增江街道、朱村街道；
- 6镇：中新镇、石滩镇、新塘鎮、小楼镇、派潭镇、正果镇。

2005年4月，增城市調整行政區劃，市属中新镇内有14个行政村（原镇龙镇全境）、新塘镇内有4个行政村（原永和镇部份境地）划入新成立的广州市萝岗区。
2013年，增城市調整行政區劃，下辖4个街道和7个镇：
- 4街道：荔城街道、增江街道、朱村街道、永宁街道；
- 7镇：中新镇、石滩镇、新塘鎮、小楼镇、派潭镇、正果镇、仙村镇。

2019年，增城区調整行政區劃，下辖6个街道和7个镇：
- 6街道：荔城街道、增江街道、朱村街道、永宁街道、荔湖街道、宁西街道；
- 7镇：中新镇、石滩镇、新塘鎮、小楼镇、派潭镇、正果镇、仙村镇。

现辖：
荔城街道、增江街道、朱村街道、永宁街道、荔湖街道、宁西街道、新塘镇、石滩镇、中新镇、正果镇、派潭镇、小楼镇和仙村镇

## 人口
2010年末，全市户籍总人口83.98万人。其中，非农业人口22.93万人，农业人口60.57万人。
2020年，根據第七次全国人口普查增城區户籍人口101.95萬人，其中户籍出生人口1.95萬人，出生率1.95%。死亡人口0.59萬人，死亡率0.58%。户籍遷入人口2.41萬人，遷出人口0.24萬人，機械增長人口2.17萬人。

## 教育
增城境内的普通高等学校有广州华立学院、广州华商学院、广州应用科技学院、广东农工商职业技术学院等。

## 特产
- 增城丝苗米：中国地理标志产品。清代庚午年版的《增城县志》：“案近年，早熟有楝赤，有上造丝苗，有白谷仔颇佳。晚熟有泉水占，丝苗最佳。”2019年10月，增城区被授予“中国丝苗米之乡”称号。
- 增城荔枝、增城挂绿、增城遲菜心：中国地理标志产品[18]。
- 紫玉淮山
- 西山乌榄

## 交通

### 陆路交通
途经增城的主要道路有：荔新公路（ 119省道）、 广汕公路（ 324国道）、广深公路（ 107国道）、广园快速路、 广惠高速公路、 从莞深高速、 广州北三环高速公路、 广河高速。增城区的主要交通工具有公车和的士。乘坐广州地铁21号线在员村转乘5号线或在苏元转乘6号线可到广州中心城区。增城各镇互通公交，并基本实现村村通公交，收费2-6元，各镇到增城城区（荔城）的公交多以二汽增城客运站或光明车站为总站，而各个镇的村村通公交多数以该村所属镇的公交站场为中心，向各村发散，并且多数公车在到达目的地农村后，会立即原路折返。到广州及周边城市，如东莞、惠州、深圳亦有公车，到广州大约20元。增城的的士以黄色车为主，主要在增城城区（荔城）和新塘的中心城区运营，其他乡镇居民乘搭出租车一般需电召出租车公司，而且可以在非增城辖区的龙门县接载乘客，起步价12元/3公里；续租价2.6元/公里；候时费44元/小时；返空费实行阶梯附加，其中：15公里至25公里按续租价加收20%，25公里以上按续租价加收50%；夜间附加费(23时至次日5时)按续租价加收30%。

### 公共汽车
增城城区（荔城）、新塘城区公交统一票价2元，镇际公交、农村客运票价2元—6元，可使用羊城通或印有“岭南通”标识的交通卡搭乘，使用羊城通学生卡及老人优惠卡(60-65岁)可享受5折优惠，老年人免费卡（65岁以上）及残疾人免费，并且自2020年7月1日起增城区和从化区实施刷羊城通卡15次后6折。

### 地铁
已開通線路及車站有：
- █13号线：沙村站、白江站、新塘站、官湖站、新沙站
- █21号线：中新站、坑貝站、鳳崗站、朱村站、山田站、钟岗站、增城广场站

同時，亦有規劃16号线、20号线、23号线、28号线經過增城區內。

### 铁路
穗深城际铁路在增城区新塘镇设有新塘南站，初期可经此站前往东莞及深圳机场。
广汕铁路在增城区石滩镇设有增城站。

## 建筑与旅游
增城的景点有二龙山景区、白水寨、正果湖心岛等，著名酒店有增城宾馆、百花山庄等。古蹟則有增城學宮，何仙姑家廟，賴氏家族墓羣，湛氏家族墓羣，雁塔，別情洲等等。

### 二龙山景区
二龙山景区占地面积1000亩，于2014年12月正式开业。二龙山花园坐落于二龙山脉之间，园区规划按照其独特的地形，分为两大主题区：东寨奇石山谷和西寨梯田花海，泉水溪流贯穿其中，形成了得天独厚的自然景观和丰富的生态资源。游客除了可以享受森林浴之外，还可以欣赏到古朴的梯田和精心培植的植物造型。以体验传统乡村文化为主题，二龙山花园提供丰富多样的亲子活动，让所有年龄层阶段的游客都能参与其中。

### 增城广场
增城广场于2002年12月落成，是目前广东省内面积最大的娱乐性广场、此广场集休闲消遣娱乐、商业宣传、欧式园林设计多功能广场在国内极之少见。 是增城标志性的市政工程，也是增城市政府2002年为民办的十件实事之一，占地600亩，有永久舞台广场、艺术长廊、乐湖、雕塑广场和大面积生态广场园林及健身区域，整个广场的绿地率达55%，绿化覆盖率68%，是市民文化娱乐、晨运、饭后休闲的最佳去处。广场自北往南依次为市政广场、历史文化长廊、雕塑广场。其中市政广场占地3万平方米，可容纳5万人举行大型活动；历史文化长廊两侧为绿化休闲活动区。2006年7月，增城广场在由中国群众文化学会、中国文化报主办的“第二届全国特色文化”评选活动中，获得“全国特色文化广场”称号。

#### 相册

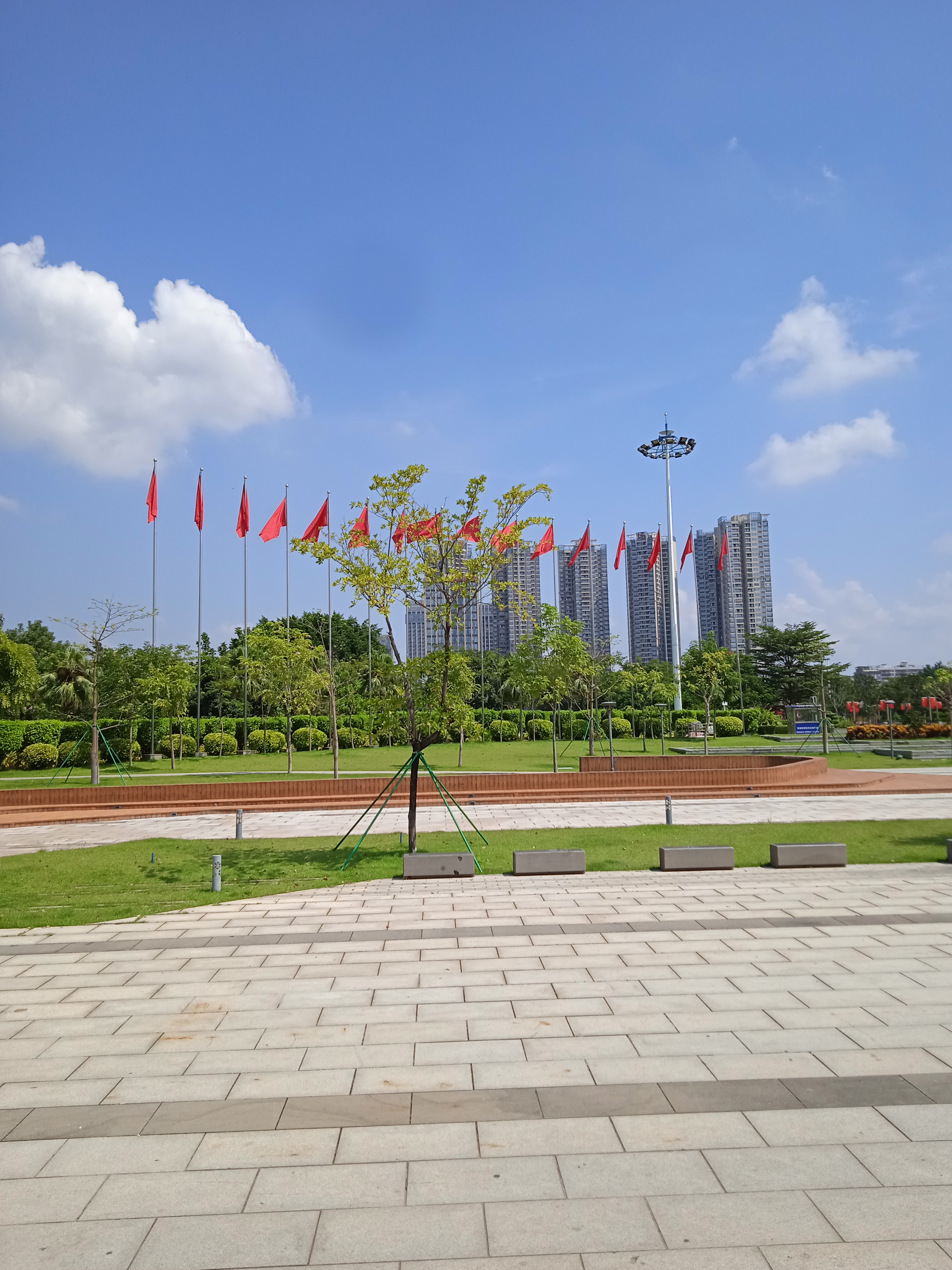
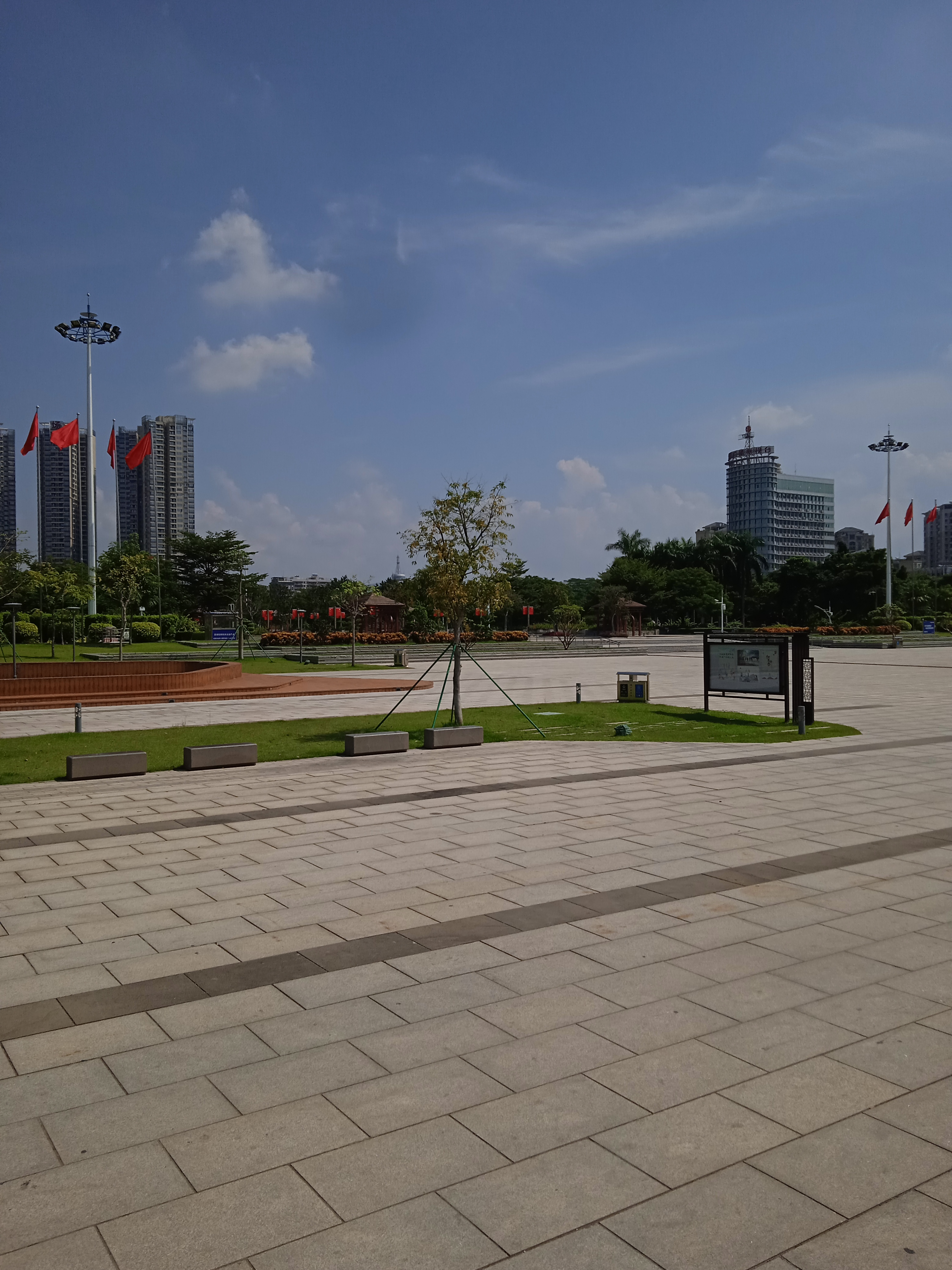
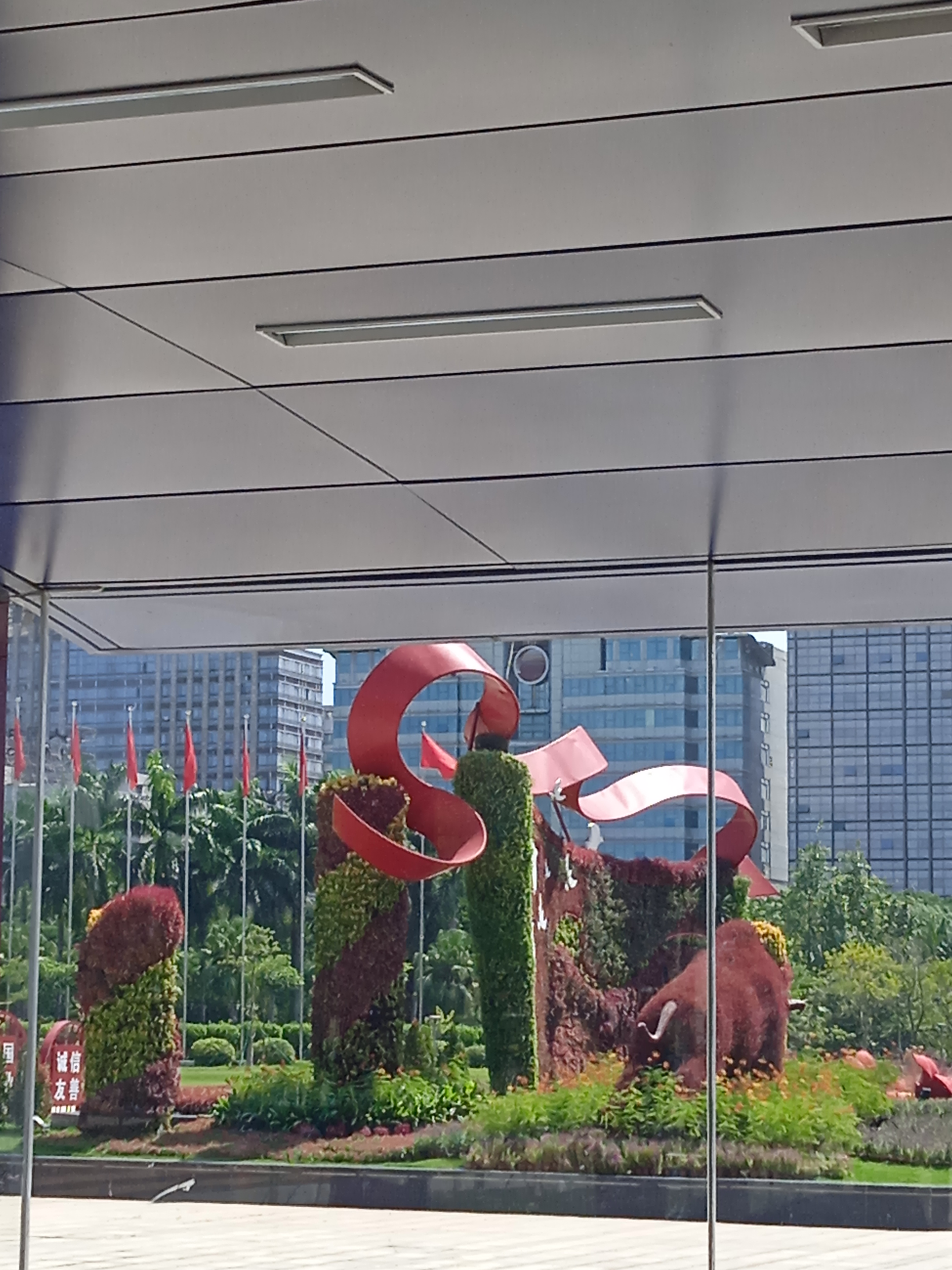
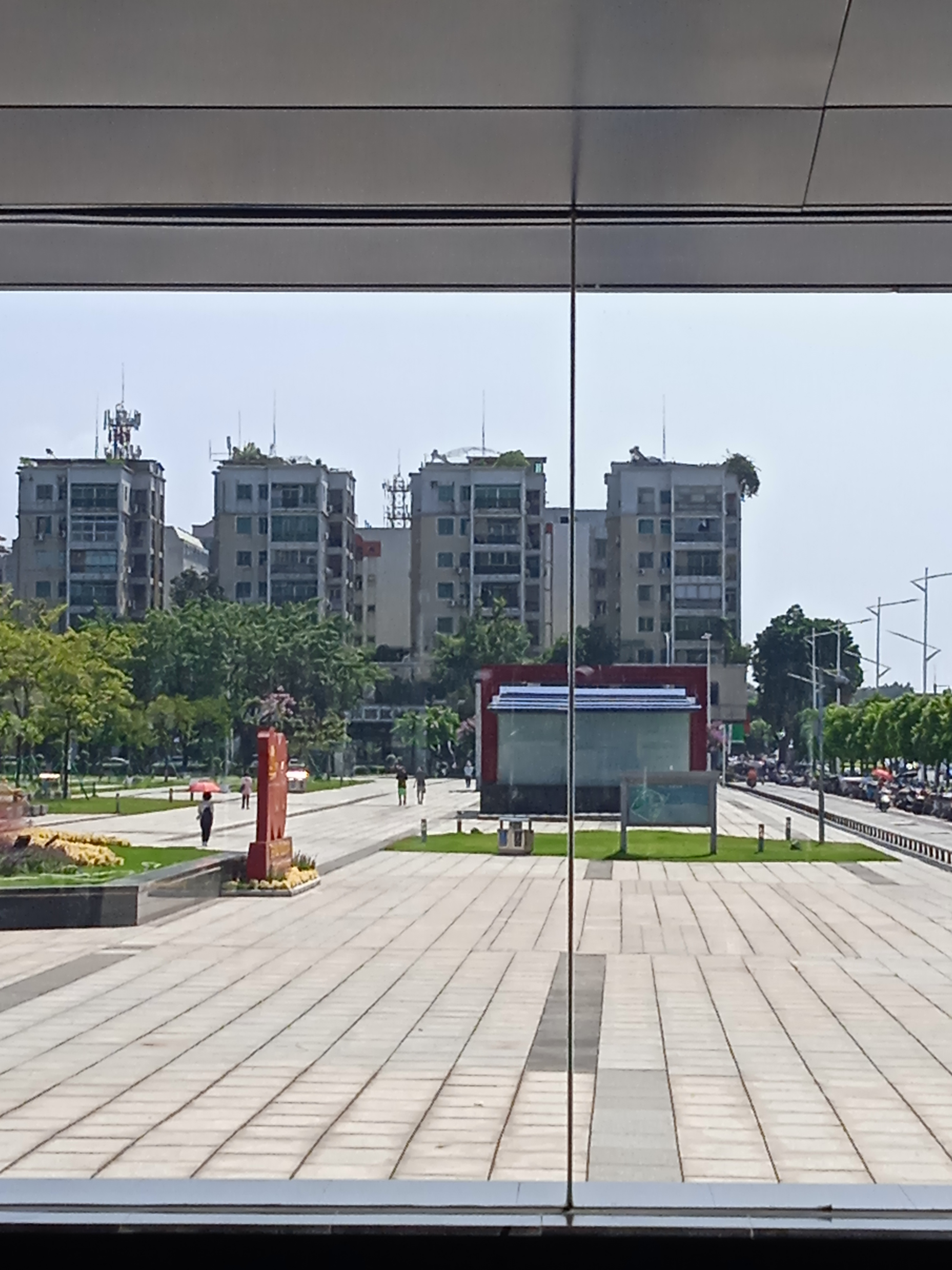
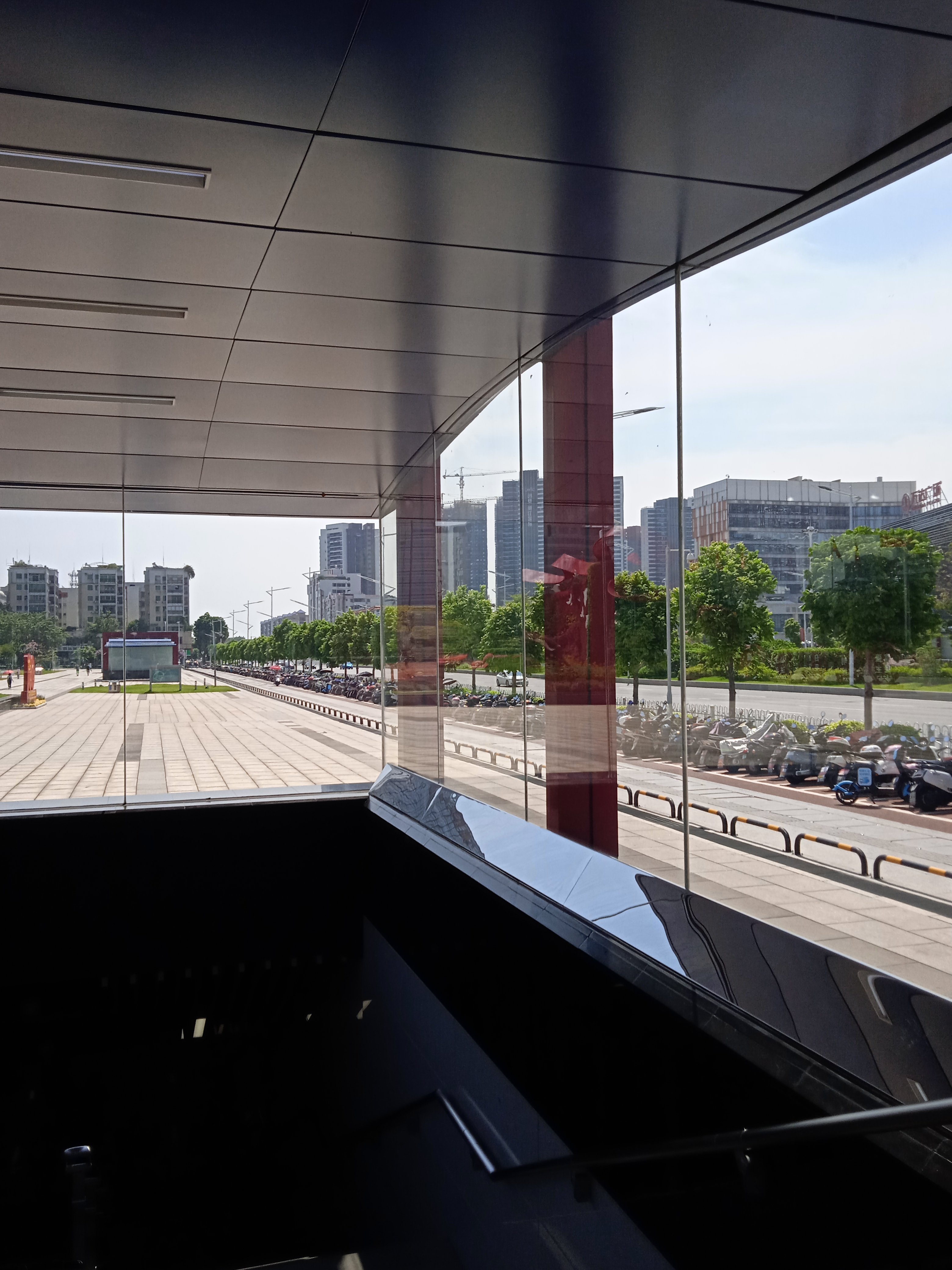
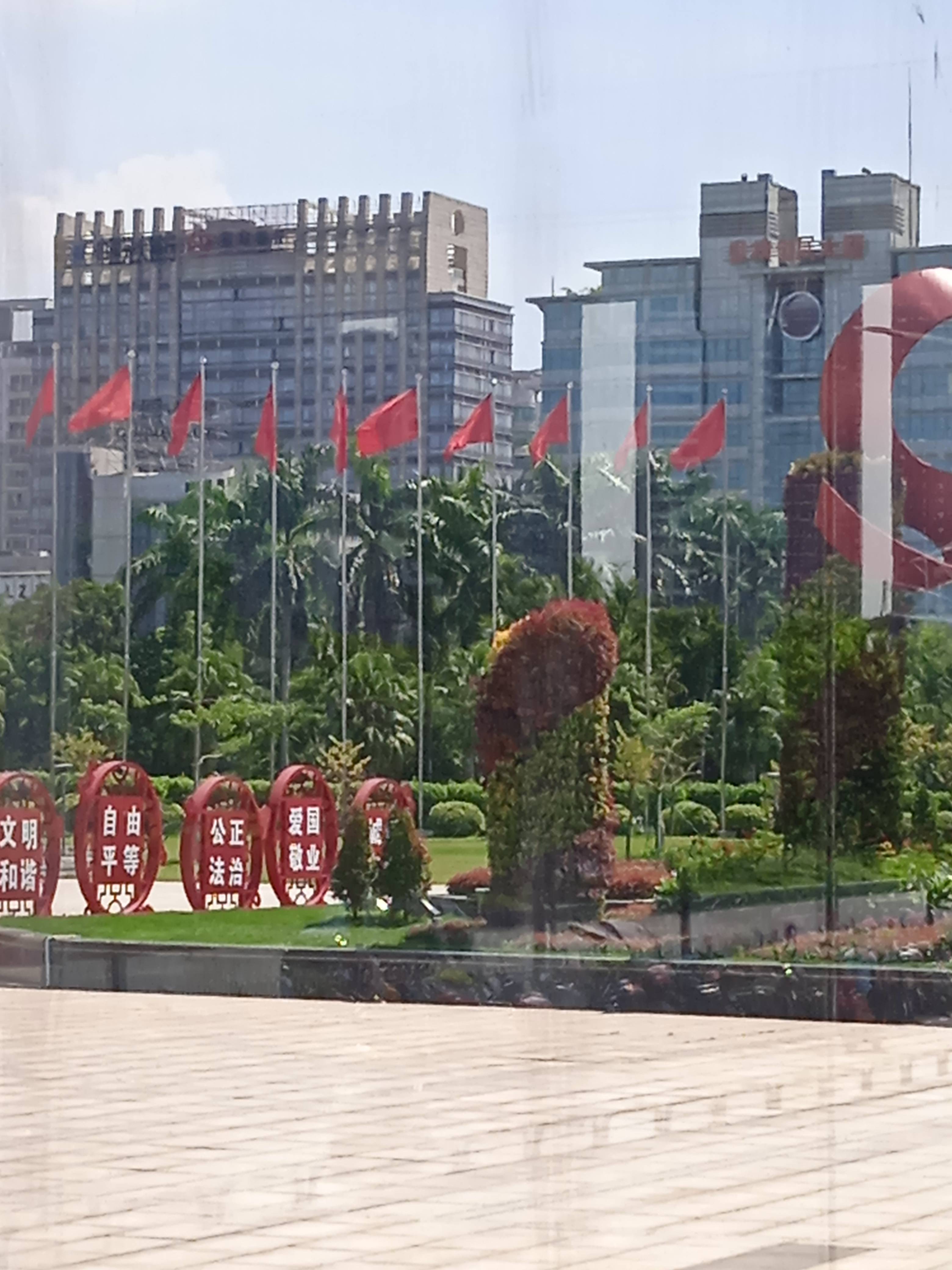

### 万达广场
增城万达广场于2014年5月16日正式开业。增城万达广场位于荔城街道夏街、五一、金星村广汕路汽配城南，总用地面积109552.8平方米，规划建设用地面积89533平方米，总建筑面积约377300平方米；地块南面由三栋26 层的高层写字楼、一栋20层的高层五星级酒店及2-3层城市商业裙房组成，地块北面由两栋2~3层商业步行街及一栋5层商业综合中心组成。增城万达广场内设万达IMAX影城。

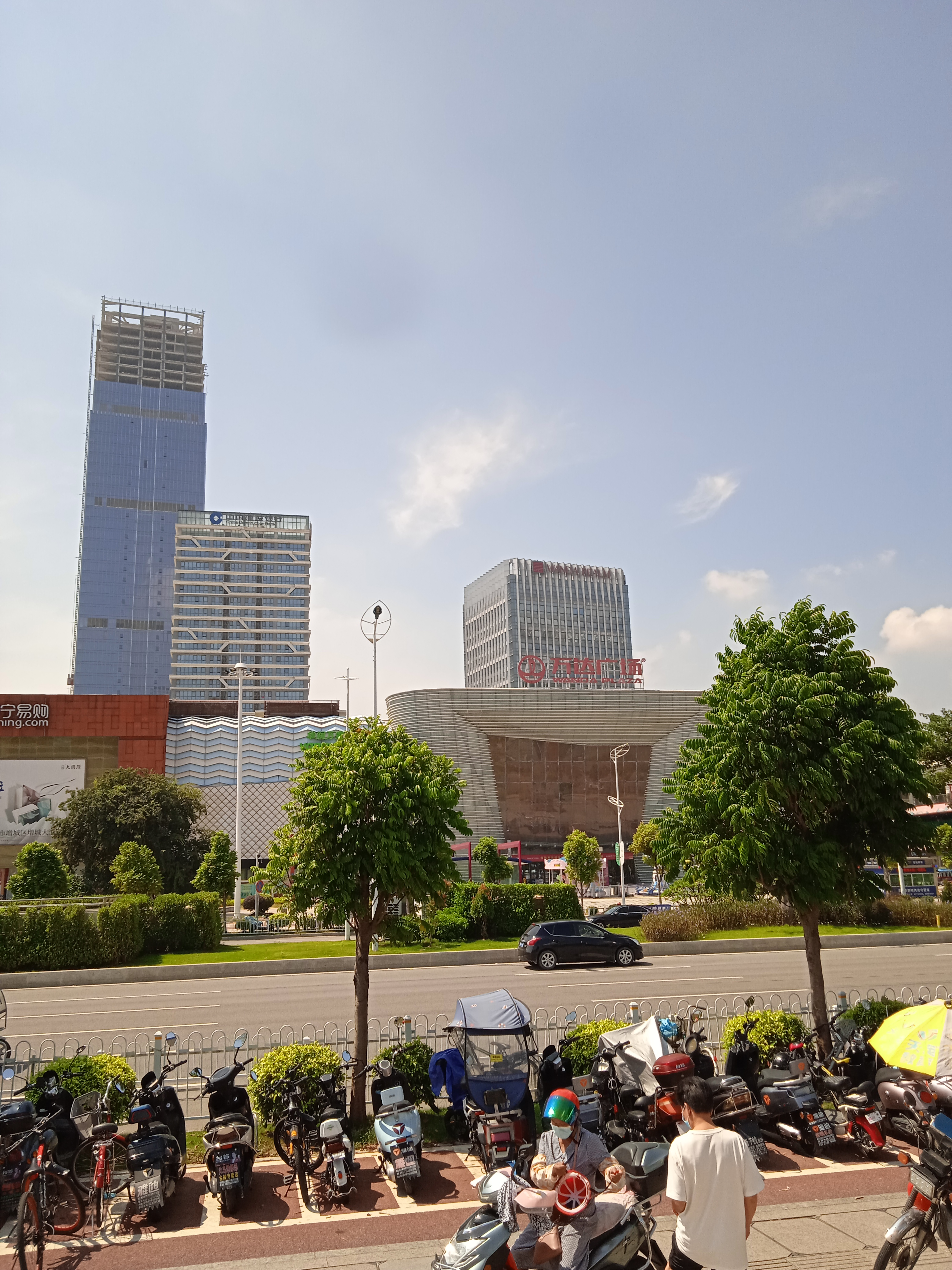
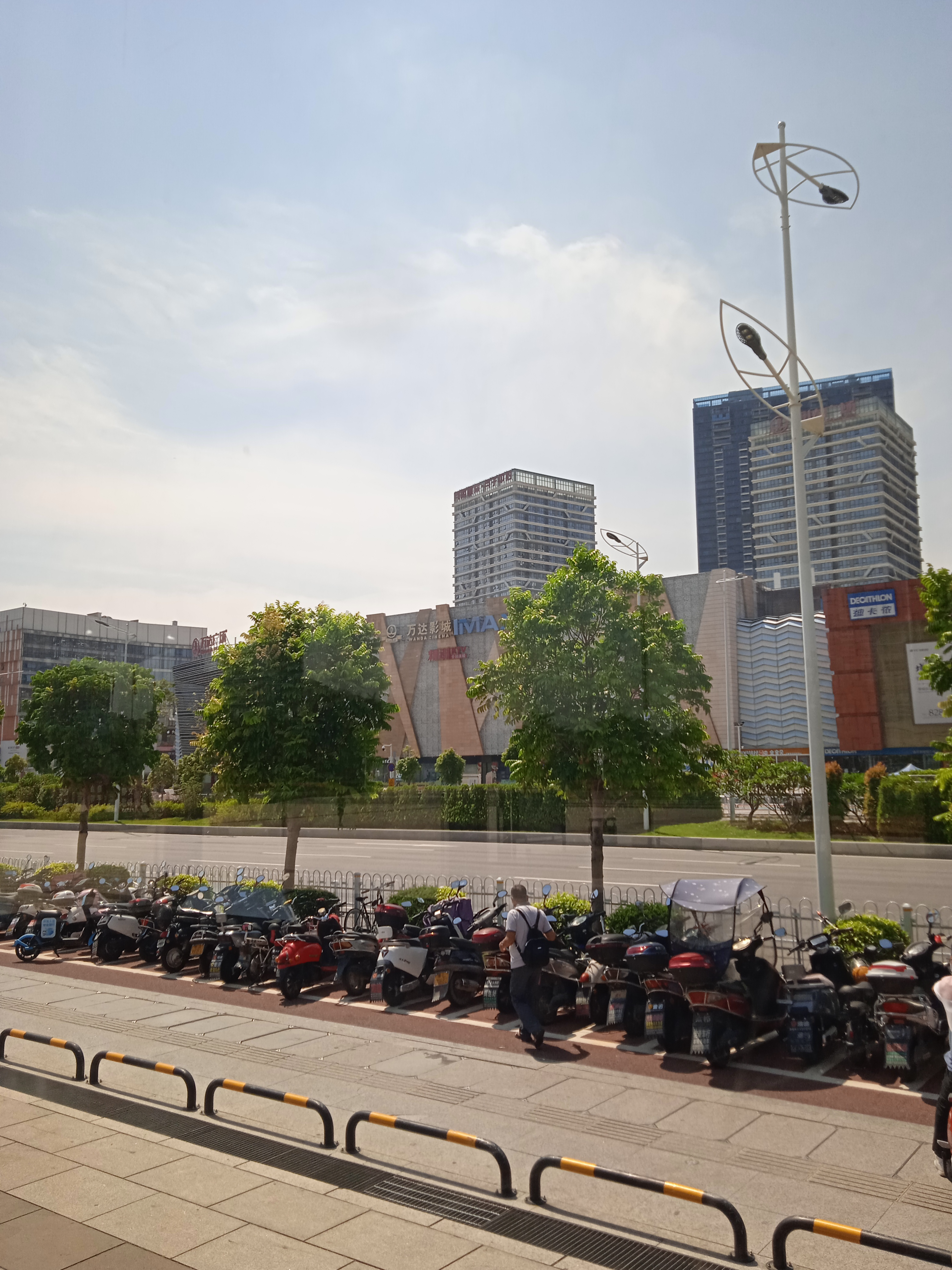
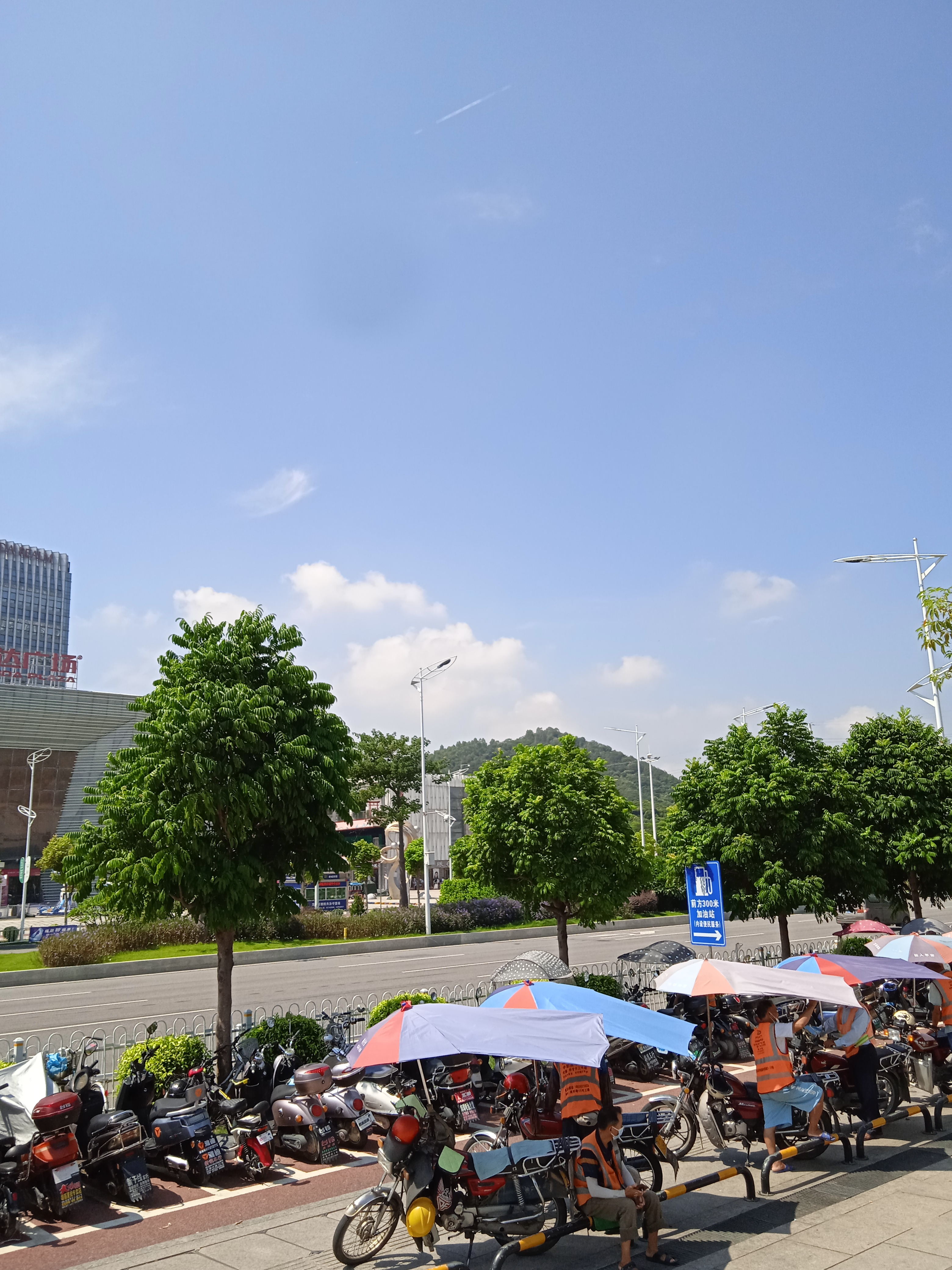